# مونوهارپور
مونوهارپور (به انگلیسی: Monoharpur) یک منطقهٔ مسکونی در هند است که در Chanditala II community development block واقع شده‌است. مونوهارپور ۲۰٬۸۲۵ نفر جمعیت دارد.